# Echte schildhagedissen
Echte schildhagedissen (Gerrhosaurus) zijn een geslacht van hagedissen uit de familie schildhagedissen (Gerrhosauridae).

## Naam en indeling
De groep werd voor het eerst wetenschappelijk beschreven door Arend Friedrich August Wiegmann in 1828. De wetenschappelijke geslachtsnaam Gerrhosaurus betekent vrij vertaald 'schildhagedis'; γέρρον, gerrhon = schild en σαῦρος, sauros = hagedis.
Er zijn zeven soorten, vroeger werd ook de Soedanese schildhagedis tot dit geslacht gerekend, maar tegenwoordig is deze soort in het monotypische geslacht Broadleysaurus geplaatst. Ook de reuzenschildhagedis (Matobosaurus validus) werd lange tijd tot het geslacht Gerrhosaurus gerekend.

## Uiterlijke kenmerken
Het lichaam is langwerpig van vorm, de poten zijn goed ontwikkeld. De kop gaat zonder insnoering over in het lichaam. De staart kan worden afgeworpen, dit wordt wel caudale autotomie genoemd.
De schubben zijn groot en vierkant en zijn in duidelijke rijen geplaatst. Onder de schubben zijn beenplaten (osteodermen) aanwezig die het lichaam erg stijf maken. Alle soorten hebben een huidplooi aan iedere zijde van de flank om het lichaamsvolume te vergroten. Het zou anders moeilijk worden om veel te kunnen eten, adem te halen of zwanger te worden.

## Verspreiding en habitat
Alle soorten komen voor in grote delen van voornamelijk zuidelijk Afrika. Schildhagedissen leven in de landen Angola, Botswana, Centraal-Afrikaanse Republiek, Congo-Kinshasa, Ethiopië, Gabon, Kenia, Malawi, Mozambique, Namibië, Soedan, Somalië, Swaziland, Tanzania, Zambia, Zimbabwe, Zuid-Afrika.
De habitat bestaat uit de relatief droge savanne- en steppegebieden in Afrika. Geen enkele soort is te vinden in de tropische regenwouden van het continent. Verschillende soorten zijn populair als exotisch huisdier in een terrarium. De dieren hebben een droog rotsterrarium nodig.

## Soortenlijst
| Soorten uit het geslacht Gerrhosaurus             | Soorten uit het geslacht Gerrhosaurus | Soorten uit het geslacht Gerrhosaurus |
| ------------------------------------------------- | ------------------------------------- | --- |
| Naam                                              | Auteur                                | Verspreidingsgebied |
| Gerrhosaurus auritus                              | Boettger, 1887                        | Angola, Botswana, Congo-Kinshasa, Namibië, Zambia                                                                                             |
| Gerrhosaurus bulsi                                | Laurent, 1954                         | Congo-Kinshasa, Zambia, Angola |
| Geelkeelschildhagedis (Gerrhosaurus flavigularis) | Wiegmann, 1828                        | Botswana, Centraal-Afrikaanse Republiek, Ethiopië, Kenia, Malawi, Mozambique, Namibië, Soedan, Somalië, Swaziland, Tanzania, Zambia, Zimbabwe |
| Gerrhosaurus multilineatus                        | Bocage, 1866                          | Angola, Botswana, Congo-Kinshasa, Namibië, Zambia                                                                                             |
| Gerrhosaurus nigrolineatus                        | Hallowell, 1857                       | Angola, Botswana, Congo-Kinshasa, Gabon, Kenia, Malawi, Mozambique, Namibië, Tanzania, Zambia, Zimbabwe, Zuid-Afrika                          |
| Zandschildhagedis (Gerrhosaurus skoogi)           | Andersson, 1916                       | Angola, Namibië |
| Gerrhosaurus typicus                              | Smith, 1837                           | Namibië, Zuid-Afrika |